# Родна равноправност у Војсци Србије
Родна равноправност у Војсци Србије је начело социјалне филозофије које по ужој дефиницији подразумева једнакост мушкараца и жена у друштвеном и политичком животу Војске Србије како би у овој области она достигла највиши стандард, уважавајући сопствено искуство, специфичности наслеђеног стања и испољене трендове у земљама које у том погледу могу да служе као пример који је вредно и могуће следити.
У реализацији амбициозног подухвата Републике Србије да синхронизованим деловањем широког круга надлежних субјеката, изнуди стварање посебног концепт реализације родне равноправности у више међусобно повезаних и узајамно условљених корак, свакако највећи и најодлучнији искорак катим и вишим стандардима родне равноправности у Србији дала је Војска интензивирањем пријема жена у професионалну војну службу и школовањем девојака на Војној академији.

## Родна равноправност општа разматрања
Шира дефиниција роднр равноправности по Европској повељи гласи:
| „                                                                     | Родна равноправност претпоставља да у једном друштву, заједници или организацији постоје једнаке могућности за жене, мушкарце и особе другачијих родних идентитета да допринесу културном, политичком, економском и социјалном напретку, као и да имају једнаке могућности да уживају све користи и добробити од напретка једне заједнице. | ” |
| — према „ Европској повељи о родној равноправности на локалном нивоу” | |   |

Начело родне равноправности и недискриминације по ужој дефиницији једно од темељних људских права, и дефинисано је у многим актима Републике Србије од којих наводимо нека од најзначајнијих:
- Устав Републике Србије гарантује једнакост мушкараца и жена и развијање политике једнаких могућности.
- Закон о раду забрањује родну дискриминацију, као и сексуално узнемиравање на послу.
- Изборни закон предвиђа систем квота од 30% за мање заступљен пол за парламентарне, покрајинске и локалне изборе.
- Кривични закон санкционише насиље у породици и силовање у браку; трговина људима дефинисана је као организовани криминал.
- Породични закон регулише односе између партнера, штити права детета, уводи специјалне мере против насиља и побољшава процедуре приликом усвојења, као и при разводу брака.

А да ли је у стварном животу све у складу са прокламованим начелима о родној равноправности? Стање родне равноправности у Србији најбоље осликавају подаци из разних извештаја, по којима је у Србији је политичко начело родне равноправности још увек недовољно остварено у пракси, због укорењеног и вековима обликованог става у српском друштву под утицајем некада доминантног (широко прихваћеног става) схватања да је жена биолошки предодређена да буде, првенствено мајка и супруга, да подиже децу и брине о домаћинству, и да је треба онемогућити да лако уђе у тај неприкосновени „свет мушкарца”.
Не умањујући значај почетних корака на том путу, у другим областима српског друштва може се рећи да је највећи и најодлучнији искорак ка вишим стандардима родне равноправности учињено баш у Војсци Србије интензивирањем пријема жена у професионалну војну службу и школовањем девојака на Војној академији. Додатни подстицај тим настојањима представљала је недавно усвајање Националног акционог плана за имплементацију Резолуције СБ 1325, која говори о женама, миру и безбедности, представља прекретницу, у несразмерним и специфичним утицајима који оружани сукоби имају на жене, препознавши значај равноправног учешћа жена у очувању и унапређењу мира и безбедности, као и потребе да се побољша заштита жена и девојака и њихових права.

## Предуслови
Када је жени било омогућено да уђе у редове војске и свет мушкарца, њено ангажовање сводило се првенствено на обављање помоћних (неборбених) дужности, углавном иза линијe фронта. То је жену вековима стављало иза доминантне улоге мушкарца-војника, ратника. Временом се све много тога променило. Други светски рат обележило је, масовно присуство жена у саставу регуларних армијa, a посебно у саставу ослободилачких покрета жиром света. Иако се након завршетка рата велики број жена вратио својим „женским“ пословима, због смањење укупне бројчаности оружаних снага, њихова заступљеност у војсци нијe се битно смањила (негде се чак и повећала). Присутна тенденцијa константног повећавања удела жена у војсци временом се прођирила и на подручје њиховог радног ангажовања – а њихово присуство све је запаженије, не само у неборбеним, него и у борбеним саставима; не само у позадини него и на фронту.
Стварања повољније климе за изједначавање права и обавеза мушкараца и жена из радног односа у области одбране, постало је у 21. веку једна од битних
претпоставки за остваривање родне равноправности уопше. Прихватајући концепт родне равноправности као једно од својих стратешких опредељења, Војска Србије се обавезала да, у складу са својим могућностима, тежи достизању највиших стандарда у области родна равноправност у својим редовима.
Законска регулатива
На родна равноправност у Војсци Србије сигурно је утицало интензивирања процеса стварања услова за значајније учешће жена у структури професионалних припадника војске. Најзначајнији искорак учињен је доношењем одлуке о почетку школовања девојака на Војној академији. Тим чином женама је отворен пут ка свим нивоима и облицима војностручног оспособљавања, захваљујући чему ће у перспективи оне бити у прилици да равноправно са мушкарцима могу да конкуришу за све послове у Војсци, укључујући и оне на највишим нивоима руковођења. На тај начин уклоњена је последња озбиљна препрека на путу остваривања суштинске родне равноправности у Министарству одбране и Војсци Србије.
Избор занимања
Какао девојке, у поређењу са младићима, показују мање интересовање за копнену војску, а веће за логистику, што је очекивано, с обзиром на то да, према
стереотипној подели послова на „мушке“ и „женске“, послови официра у копненој војсци сврставају се у „типично мушке“. Осим тога, официрске дужности у овом виду војске су, у поређењу са дужностима у осталим видовима, неоспорно физички захтевније, што девојке опредељује за смер школовања на Војној академији. Истовремено, њихово веће интересовање за смер логистике указује на то да оне, вероватно, воде рачуна не само о томе које дужности ће да обављају у војсци већ и о могућности запошљавања изван војске у случају да буду приморане да пре истека пуног радног века напусте војну професију. Диплома Војне академије стечена на смеру логистике, свакако пружа веће шансе у том погледу него диплома стечена на смеру копнене војске.

## Прилагођавање

### Успешност у образовном процесу и здравствено стање
Прилагођавање као један од услова интеграције у војне колективе у Војсци Србије може се сагедати кроз „степена осипања“ кадеткиња током школовања као генерал-
ног индикатора њихове не/прилагођености условима живота у војној средини и захтевима образовног процеса на Војној академији, може се сагледати кроз образовни процес неколико генерација које је на почетку било проблематично, и да се стање у том погледу из године у годину побољшавало.
- Прилагођености прве генерације девојака–кадета било проблематично. Наиме од 30 девојака примљених на школовање 2007. године њих 11 (36,7%) није наставило школовање са својом генерацијом у наредној школској години. Једна је била принуђена да напусти школовање због болести, док чак 10 кадеткиња (33 одсто), због неположених испита у предвиђеном року, нису могле да се упишу на другу школску годину. После ванредно положених заосталих испита, 9 од њих су наставиле школовање са млађом генерацијом.
- Стање у генерацији кадеткиња примљених на школовање 2008. и 2009. године знатно је повољније. Од 32 девојке које су започеле школовање 2008. године, само две су отпуштене са Академије; једна због болести и једна због слабог успеха.
- У генерацији девојака примљених 2009. године, такође су само две од њих укупно 49 прекинуле школовање; једна због болести и једна на сопствени захте. Вероватно да је на овако значајно смањење осипања утицао и знатно бољи одзив девојака на конкурс за упис на Војну академију, чиме се осетно повећала могућност избора подобнијих кандидата.

### Физичко напрезање
Када се ради о физичком напрезању на обуци које се често помиње као један од ограничавајућих фактора, према ангажовању жена на војничким пословима,
испоставило се да оно за већину кадеткиња (67,50%) не представља посебну тешкоћу, уз још 20% оних које не могу да се одлуче да ли да тај напор
оквалификују као тежак или не.
Стројева обука, радње са оружјем, као и ношења униформе још ређе се опажају као тешке обавезе. Таквим их доживљава само 5% кадеткиња у чему између њих и мушкараца нема битних разлика. 

### Олакшавајући фактори прилагођавања
У значајној мери женама је прилагођавање у Војсци Србије олакшавало:
- На првом месту је „могућност бављења спортским активностима“ према изјави 72,50% анкетираник кадеткиња
- Друго место, заузело је „другарство у колективу“, према изјави 55% анкетираник кадеткиња.
- Треће место заузело је бављење „културно-забавним активностима“, према изјави 35% анкетираник кадеткиња.

Исто место ови чиниоци заузели су и на ранг листи састављеној на основу процена мушкараца, што је додатна потврда њихове значајности за успешност
прилагођавања на услове школовања на Војној академији, а самим тим и сугестија да се тим димензијама педагошког амбијента посвети посебан значај, по-
себно у почетном, по правилу најкритичнијем, периоду школовања.

## Специфичне сметње и задовољство избором позива
Податак да би тек нешто више од половине кадеткиња (51,28%) поновиле претходни избор, уз сва нова сазнања и утиске о Војној академији и војном
позиву уопште, и да њих 20% бнису сигурне како би поступиле када би се поново одлучивале за наставак школовања после средње школе, говори о постојању неких специфичних сметњи у процесу навикавања девојака на услове школовања за војни позив.
Због тога оне, по свему судећи, знатно чешће него колеге мушкарци долазе у ситуацију да прекоревају себе због одлуке да се определе за Војну академију. То што 28% анкетираних кадеткиња процењује да не би поновиле претходни избор, а да је такав одговор дало тек 6% мушкараца, значи да су њихова очекивања од Војне академије била знатно другачија од онога што их је дочекало „на терену“.
Из свега тога проистиче кључно питање: да ли у том смислу утицај има родна равноправност илу су доминантни други ћинивци у Војсци Србије како би се те разлике, када су у питању девојке и мушкарци, свеле у разумне оквире?

## Резултати истраживања
На основу добијених резултата, обимнијих истраживања до сада спроведних у Војсци Србије применом Скале за процену родних стереотипа, закључено је да мушкарци и жене довољно исто или слично процењују карактеристике сопственог пола у односу на типичног официра на руководећој позицији, да се може закључити да постојање родних стереотипа и да у Војсци Србије оно није условљено и детерминисано полом особе.